# Kościół św. Andrzeja Apostoła w Rawiczu-Sarnowej
Kościół Świętego Andrzeja Apostoła w Rawiczu-Sarnowej – rzymskokatolicki kościół parafialny w dawnym mieście Sarnowa, obecnie dzielnicy Rawicza, w województwie wielkopolskim. Należy do dekanatu rawickiego. Mieści się przy ulicy Kilińskiego.

## Historia
Obecna murowana budowla została wybudowana w 1718 roku z fundacji Joanny z Szołdrskich Zakrzewskiej, konsekrowana w 1745 roku przez biskupa poznańskiego Józefa Kierskiego. W 1769 roku została dobudowana wieża, dzięki staraniom Marianny Zakrzewskiej kasztelanowej kaliskiej. W czasie II wojny światowej świątynia została zamieniona na magazyn. W 1948 roku została odnowiona. 
W listopadzie 2023 zakończyły się prace związane z wymianą pokrycia kopuły kaplicy kościoła. Rozebrano wówczas pokrycie dachowe, odeskowanie i rynny. Wykonano nową konstrukcję dachu i odeskowanie. Dach został zabezpieczony przed deszczem i pokryty papą. Inwestycję dofinansowało Ministerstwo Spraw Wewnętrznych i Administracji z Funduszu Kościelnego.

## Architektura
Świątynia reprezentuje styl barokowy. Orientowana. Murowana, wzniesiona z cegły i otynkowana. Salowa, zamknięta wielobocznie od strony wschodniej. Od zachodu mieści się wieża, na której znajduje się zegar słoneczny z kruchtą w przyziemiu. Przy nawie mieszczą się: od północy kwadratowa kaplica Matki Bożej Szkaplerznej z dostawioną do niej zakrystią o dwóch kondygnacjach, od południa ośmioboczna kaplica Matki Bożej Różańcowej. Wnętrze nakryte jest przez pozorną kolebkę, kaplica Matki Bożej Szkaplerznej nakryta jest sklepieniami żaglastymi. 

## Organy
W okresie od wybudowania kościoła do początku XX wieku informacje o istniejącym wówczas instrumencie są nieznane. Obecne organy zostały nabyte w firmie braci Walter z Góry w 1902 roku. Ich montaż wiązał się z powiększeniem empory organowej. Prospekt został pomalowany na kolory biały i szary, z dodatkiem złotych elementów. Umieszczono w nim cynkowe piszczałki głosów pryncypałowych. Sekcje manuałów zostały umieszczone w przedniej części szafy organowej, a sekcja pedału oraz miech – w tylnej. Dmuchawa została ulokowana obok szafy organowej, po prawej stronie. Ostatnia drobna naprawa instrumentu miała miejsce w 2022 roku.
Dyspozycja instrumentu:
| Manuał I            | Manuał II               | Pedał             |
| ------------------- | ----------------------- | ----------------- |
| 1. Hohlflote 8'     | 1. Salicet 8'           | 1. Violon 16'     |
| 2. Bordun 16'       | 2. Liebl. Gedackt 8'    | 2. Violoncello 8' |
| 3. Principal 8'     | 3. Aeoline 8'           | 3. Subbas 16'     |
| 4. Mixtur 4f 2 2/3' | 4. Geigen. Principal 4' |                   |
| 5. Oktawe 4'        |                         |                   |
| 6. Gambe 8'         |                         |                   |